# Cray
Cray Inc. ist ein Tochter-Unternehmen von Hewlett Packard Enterprise, das 1972 unter dem Namen Cray Research von Seymour Cray gegründet wurde. Das Unternehmen stellt Supercomputer her, deren Rechenleistung heute im PFLOPS-Bereich liegt (1 PFLOPS = 1015 Gleitkommarechnungen pro Sekunde).

## Geschichte

### 1976: Vektorrechner

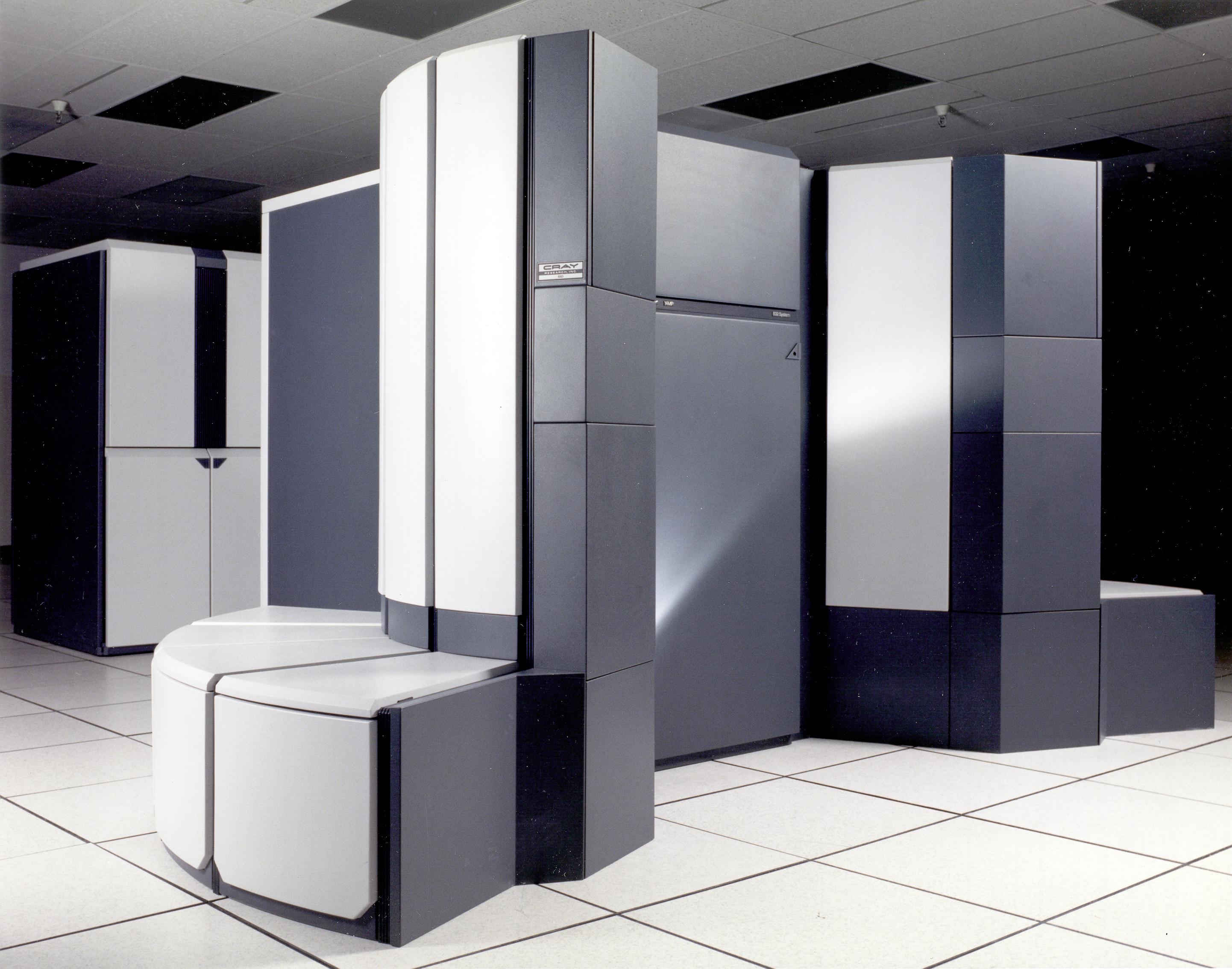
Cray Y 190A der NASA (1990)

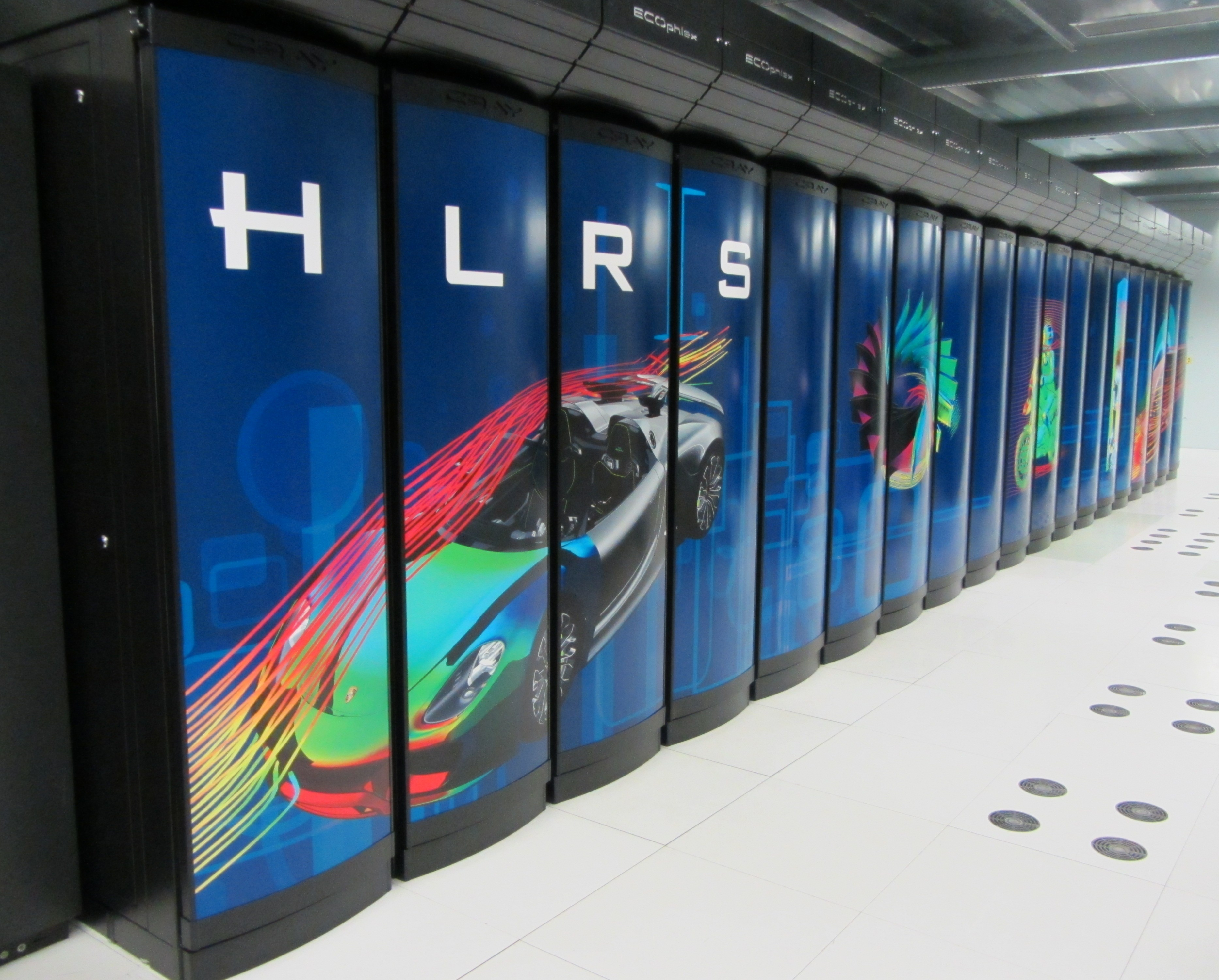
Cray XE6 im HLRS

Den ersten Supercomputer lieferte Cray 1976 mit der Cray-1, einem Rechner mit einer Leistung von rund 133 MFLOPS. Die Cray-1 hatte eine Wortgröße von 64 Bit und einen Speicherausbau von einer Million Worten, was einer Speichergröße von 8 Megabyte entspricht. Die cycle time betrug 12,5 Nanosekunden, entsprechend einer für die damalige Zeit enorm hohen Taktfrequenz von 80 MHz.
Bis in die Mitte der 80er Jahre stellte Cray ausschließlich Vektorrechner her. Die Rechenleistung dieser Computer liegt weder in ihrer Taktfrequenz noch in der Zusammenschaltung von mehreren CPUs begründet. Stattdessen besitzt die CPU mehrere Vektorregister, die im Fall von Cray 64 Werte auf einmal aufnehmen können. Mit mehreren Vektorregistern können innerhalb eines Taktzyklus Instruktionen auf 64 Werten gleichzeitig ausgeführt werden.

### 1993: Parallele Computer

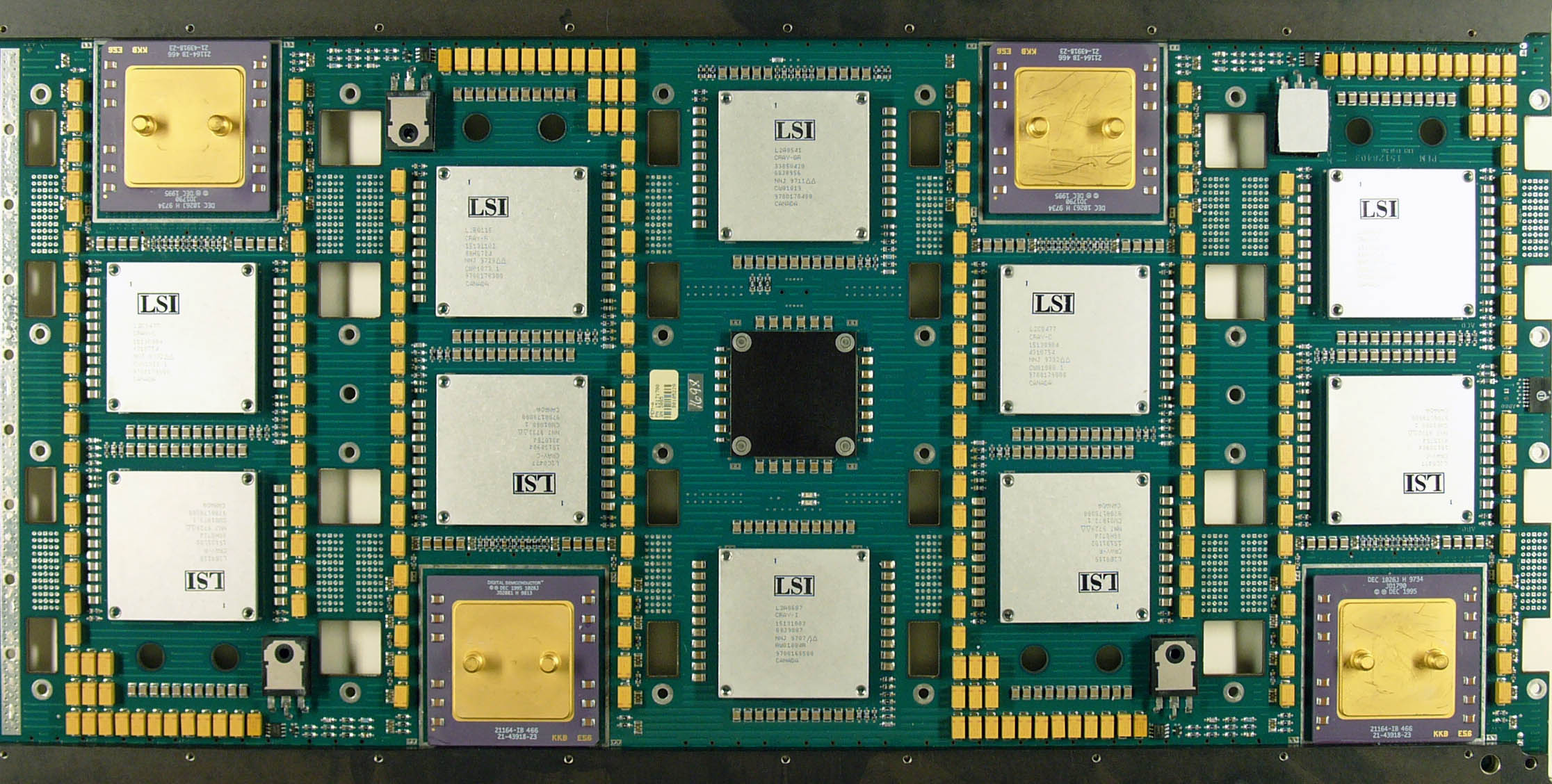
Processor board T3E

Seymour Cray sperrte sich lange Zeit gegen die Einführung von Multiprozessor-Fähigkeiten; seiner Meinung nach war eine einzelne, dafür aber sehr schnelle CPU mehreren langsameren CPUs überlegen. Begrenzte Multiprozessorfähigkeiten wurden erst mit dem Nachfolger der Cray-1 eingeführt, der Cray X-MP, die bis zu vier CPUs unterstützte.
1993 wurde der erste massiv-parallele Computer von Cray, die Cray T3D, ausgeliefert. Die T3D baute auf dem Alpha-Prozessor von DEC auf und unterstützte bis zu 2048 Prozessoren. Die CPUs der T3D und des Nachfolgemodells T3E waren in der Topologie eines 3D-Torus miteinander verschaltet.
Cray lieferte ab der Cray-2 das Betriebssystem Unicos aus, ein Unix-kompatibles Timesharing-Betriebssystem. Auf diese Weise konnten die Benutzer auf dem Supercomputer selbst in einer Umgebung arbeiten, die ihnen von ihren Desktop-Workstations vertraut war.
In Zusammenarbeit mit Sun Microsystems entwickelte Cray die Cray CS6400, ein System mit bis zu 64 SuperSPARC-CPUs, das dynamisch in mehrere Partitionen unterteilt werden konnte. Die CS6400 war eines der ersten massiv-parallelen Systeme, die ein Standard-Betriebssystem (in diesem Fall Solaris) benutzten, und eignete sich damit auch für den Einsatz mit Geschäftsanwendungen.
Die ersten Cray-Maschinen basierten auf integrierten Logikbausteinen in ECL-Technik, der schnellsten damals verfügbaren Logikfamilie. Aufgrund der hohen Abwärme wurden von Kühlflüssigkeit durchflossene Aluminiumblöcke direkt an die Platinen geklemmt. Spätere Maschinen (unter anderem die Cray-2, Cray-3, Cray-4 und Cray T90) wurden immersionsgekühlt: Die Leiterplatten schwammen in einem Bad aus Fluorinert (Perfluorcarbon), einer elektrisch nichtleitenden Kühlflüssigkeit. Ein bekanntes Zitat lautet, dass Cray im Grunde genommen eine Firma für Kühlschränke sei.
Physikalische Anforderungen an einen Supercomputer diktierten auch andere Teile des Designs. So musste bei der Cray-1 die einheitliche Länge der Verbindungskabel zwischen den einzelnen Leiterplatten exakt eingehalten werden, um das korrekte Timing sicherzustellen. Die Lösung war ein Gehäuse im Design einer Säule mit nach außen gerichteter Rundsitzgruppe: Die Säule enthielt die Leiterplatten, während die Sitzbank die Kühlaggregate beherbergte. Die Cray-2 wurde ebenfalls in Säulenform gebaut, um minimale Wege zwischen den einzelnen Bestandteilen des Computers sicherzustellen.
1996 fusionierte Cray Research mit Silicon Graphics (SGI).

### Seit 2000
Im März 2000 wurde Cray Research an die Tera Computer Corporation verkauft, die, nachdem der Verkauf am 4. April 2000 abgeschlossen war, in Cray Inc. umbenannt wurde. Seitdem werden wieder Supercomputer unter dem Namen Cray hergestellt.
2004 wurde das Red-Storm-System (heute 204,2 TFLOPS) für die Sandia National Laboratories fertiggestellt. Die darin angewandte Architektur für Höchstleistungsrechner wurde kommerziell in Cray XT3 eingeführt und mit Cray XT4 und Cray XT5 weiter verbessert. Ein entsprechendes „Jaguar“-System des Oak Ridge National Laboratory belegte im Juni 2012 mit einer Geschwindigkeit von rund 1,941 Petaflops Platz 6 der TOP500-Liste der Supercomputer. Auch im Juni 2018 findet sich ein Cray-XC50-Rechner am Swiss National Supercomputing Center mit 25,3 PFlops auf Platz 6 der Liste.
Die Technologie von Cray fand Eingang in eine Reihe von Hochleistungsrechnern anderer Hersteller. SGI verwendete Cray-Technologie, um die für die Origin2000 eingeführten Hochgeschwindigkeitsverbindungen für die Origin3000 zu verbessern. Mit diesen Verbindungen werden in der Origin3000 bis zu 2048 Prozessoren zu einem ccNUMA-System gekoppelt. Dass die Verbindungen der 1996 eingeführten Origin2000 als CrayLink bezeichnet wurden, war reines Marketing, SGI hatte Cray Research ja gerade erst erworben.
Die Technik der Cray CS6400 wurde von Sun Microsystems weiterentwickelt und bildet die Basis der Sun E10000.
Im Jahre 2019 übernahm Hewlett Packard Enterprise (HPE) Cray für 1,4 Milliarden US-Dollar.

## Liste der Computer

### Cray Research
(1972–2000; 1996–2000 zu SGI gehörend)
- Vektorprozessor-Systeme:
  - Cray-1
  - Cray X-MP
  - Cray-2
  - Cray Y-MP
  - Cray C90
  - Cray T90
- Einsteigersysteme:
  - Cray XMS
  - Cray Y-MP EL
  - Cray EL90
  - Cray J90
    - MARQUISE

  - Cray SV1
- MPP Systeme:
  - Cray T3D
  - Cray T3E
- Cray Research Superservers:
  - Cray S-MP
  - Cray APP
  - Cray CS6400

### Cray Computer Corp.
(1989–1995)
- Cray-3
- Cray-4

### Cray Inc.
(2000–heute; Ergebnis des Zusammenschlusses zwischen Tera Computer Company und Cray Research)
| Modell         | Vorstellung        | Vorgängermodell |
| -------------- | ------------------ | --------------- |
| Cray SX-6      |                    |                 |
| Cray MTA-2     |                    | Cray MTA        |
| Cray Red Storm | 2004               | -               |
| Cray X1        | 2003               | -               |
| Cray X1E       | 2005               | Cray X1         |
| Cray XT3       | 2004               | Cray Red Storm  |
| Cray XD1       | 4. Oktober 2004    | -               |
| Cray XT4       | 18. November 2006  | Cray XT3        |
| Cray XMT       |                    | Cray MTA-2      |
| Cray X2        |                    |                 |
| Cray CX1       | 16. September 2008 | -               |
| Cray XT5       | 6. November 2007   | Cray XT4        |
| Cray XT6       | 16. November 2009  | Cray XT5        |
| Cray XE6       | 25. Mai 2010       | Cray XT6        |
| Cray CX1000    |                    |                 |
| Cray XK6       | Mai 2011           | Cray XE6        |
| Cray XK7       | 29. Oktober 2012   |                 |
| Cray XC30      |                    |                 |
| Cray XC30-AC   | 7. Mai 2013        | Cray XC30       |
| Cray XC40      | Oktober 2014       |                 |
| Cray XC50      | 2016               | Cray XC40       |